# John de Sohn
Björn Gustav Ingmar Johnsson, mer känd som John de Sohn, född 13 oktober 1984, är en svensk discjockey och musikproducent. Han är född och uppväxt i Ystad och kallade sig inledningsvis DJ Spectre. Hans debutsingel, "Long Time", med sång av Andreas Moe, sålde platina. . Med uppföljarna ”Dance Our Tears Away”, ”Under The Sun” och ”Wild Roses” har hans låtar genererat över 100 miljoner spelningar tillsammans på Spotify. Debutalbumet "Far From Home" släpptes den 7 november 2014. Sommaren 2016 debuterade han med en låt på svenska då han släppte guldsäljande låten "En runda till" som gästades av Albin och Mattias Andreasson. Den 10 februari 2017 släppte han låten "Standing When It All Falls Down" som är det svenska e-sport laget NiP (Ninjas In Pyjamas) officiella soundtrack. 